# Marc Navarro
Marc Navarro Ceciliano (Barcelona, 2 juli 1995) is een Spaans voetballer die doorgaans speelt als rechtsback. In maart 2024 tekende hij voor Arka Gdynia.

## Clubcarrière
Navarro speelde in de jeugd van achtereenvolgens Badalona en Barcelona, waarna hij in 2011 in de opleiding van Espanyol terechtkwam. Het seizoen 2013/14 bracht hij op huurbasis door bij Damm, waarna hij in het tweede elftal van Espanyol ging spelen. Zijn debuut in het eerste elftal maakte Navarro op 21 januari 2017, toen met 3–1 van Granada gewonnen werd. Tijdens dit duel mocht de rechtsachter van coach Quique Sánchez Flores in de basis starten en de volledige negentig minuten meespelen. José Antonio Reyes zette Espanyol op voorsprong, waarna Andreas Pereira gelijkmaakte. Pablo Piatti bracht Espanyol weer voor en het slotakkoord was voor Navarro, die op aangeven van Reyes de beslissende 3–1 maakte.
In de zomer van 2018 verkaste de Spanjaard voor circa twee miljoen euro naar Watford, waar hij zijn handtekening zette onder een verbintenis voor de duur van vijf seizoenen. Navarro speelde twee competitiewedstrijden in het seizoen 2018/19 en werd daarna verhuurd aan Leganés. Na zijn terugkeer in Engeland speelde hij nog een jaar bij Watford, voor hij die club achter zich liet. Van augustus 2021 tot en met december 2022 zat Navarro zonder club, waarna hij zich aansloot bij El Paso Locomotive. Begin 2024 vertrok de Spanjaard daar om in maart van dat jaar voor Arka Gdynia te tekenen.

## Clubstatistieken
| Seizoen | Club               | Competitie       | Competitie | Competitie | Beker | Beker | Internationaal | Internationaal | Totaal | Totaal |
| Seizoen | Club               | Competitie       | Wed.       | Dlp.       | Wed.  | Dlp.  | Wed.           | Dlp.           | Wed.   | Dlp.   |
| ------- | ------------------ | ---------------- | ---------- | ---------- | ----- | ----- | -------------- | -------------- | ------ | ------ |
| 2016/17 | Espanyol           | Primera División | 12         | 2          | 0     | 0     | —              | —              | 12     | 2      |
| 2017/18 | Espanyol           | Primera División | 19         | 1          | 5     | 0     | —              | —              | 24     | 1      |
| 2018/19 | Watford            | Premier League   | 2          | 0          | 3     | 0     | —              | —              | 5      | 0      |
| 2019/20 | → Leganés          | Primera División | 4          | 0          | 2     | 0     | —              | —              | 6      | 0      |
| 2020/21 | Watford            | Championship     | 6          | 0          | 2     | 0     | —              | —              | 8      | 0      |
| 2023    | El Paso Locomotive | USL Championship | 32         | 2          | 0     | 0     | —              | —              | 32     | 2      |
| 2023/24 | Arka Gdynia        | II liga          | 8          | 0          | 0     | 0     | —              | —              | 8      | 0      |
| 2024/25 | Arka Gdynia        | II liga          | 28         | 1          | 2     | 1     | —              | —              | 30     | 2      |
| Totaal  | Totaal             | Totaal           | 111        | 6          | 14    | 1     | 0              | 0              | 125    | 7      |

Bijgewerkt op 16 mei 2025.